# Sala HK
Sala HK är en ishockeyförening från Sala i Västmanlands län. Klubben bildades 1986 ur IF Nordens ishockeysektion under namnet Norden HC. 1989 blev man Sala HK. Föreningen spelar i de lägre divisionerna (division 2–4) och är mest känd för att ha fostrat NHL-målvakten Erik Ersberg.